# Hœrdt
Hœrdt (Hördt IN tedesco, Herdt in dialetto alsaziano) è un comune francese di 4 586 abitanti situato nel dipartimento del Basso Reno nella regione del Grand Est.

## Società

### Evoluzione demografica
Abitanti censiti